# (473093) 2015 HZ154
(473093) 2015 HZ154 es un asteroide perteneciente al cinturón de asteroides, descubierto el 17 de septiembre de 2012 por el equipo del Mount Lemmon Survey desde el Observatorio del Monte Lemmon, Arizona, Estados Unidos.

## Designación y nombre
Designado provisionalmente como 2015 HZ154.

## Características orbitales
2015 HZ154 está situado a una distancia media del Sol de 2,607 ua, pudiendo alejarse hasta 2,816 ua y acercarse hasta 2,398 ua. Su excentricidad es 0,080 y la inclinación orbital 14,987 grados. Emplea 1537,74 días en completar una órbita alrededor del Sol.

## Características físicas
La magnitud absoluta de 2015 HZ154 es 16,61.